# Võiküla
Võiküla (Duits: Wöi) is een plaats in de Estlandse gemeente Muhu, provincie Saaremaa. De plaats heeft de status van dorp (Estisch: küla).

## Bevolking
Het dorp had 5 inwoners op 31 december 2011 en 10 inwoners op 31 december 2021.

## Ligging
De plaats ligt aan de oostkust van het eiland Muhu. Het onbewoonde eiland Viirelaid behoort tot het grondgebied van Võiküla. Op het eiland staat een vuurtoren, die gebouwd is in 1881. Het voormalige eiland Võilaid, dat sinds 2015 aan Muhu vastzit, behoort voor de helft tot Võiküla, voor de andere helft tot Rässa.

## Geschiedenis
Võiküla was al in de middeleeuwen onder de naam Surmes bekend als onafhankelijk dorp (dat dus geen deel uitmaakte van een landgoed). Rond 1570 kwam de naam Woya in gebruik. In 1645 stond de plaats bekend als Woye, een dorp in de Wacke Kuiste (Kuivastu). Een Wacke was een administratieve eenheid voor een groep boeren met gezamenlijke verplichtingen. In de 18e eeuw lag het dorp op het landgoed van Kuivastu.